# Monacia-d'Aullène
Monacia-d'Aullène é uma comuna francesa na região administrativa de Córsega, no departamento de Córsega do Sul. Estende-se por uma área de 40 km². 